# دوري هونغ كونغ لكرة القدم 1948–49
دوري هونغ كونغ لكرة القدم 1948–49 هو الموسم 4 من دوري هونغ كونغ لكرة القدم ‏. كان عدد الأندية المشاركة فيه 13، وفاز فيه نادي جنوب الصين.